# Annie Sprinkle
Annie Sprinkle (född Ellen F. Steinberg, 23 juli 1954 i Philadelphia) är en amerikansk sexolog och aktivist för sexarbetares rättigheter, samt tidigare porrskådespelare och strippa (samt prostituerad). Hon har även arbetat som performancekonstnär och har författat ett drygt tiotal böcker. I mitten av 1980-talet medverkade hon till bildandet av den modernistiska "post-porr"-rörelsen.

## Biografi
Annie Sprinkle föddes som Ellen F. Steinberg i Philadelphia, med en rysk-judisk mor (Lucille) och en polsk-judisk far (Ray Steinberg). Från 13 till 17 års ålder bodde hon i Panama.

### 1970- och 1980-talet
Därefter började hon som 18-åring arbeta som biokassörska på Palaza Cinema i Tucson i Arizona, samtidigt som Långt ner i halsen (1972) visades på biografen. Den kontroversiella och mycket uppmärksammade filmen togs slutligen i beslag, och Steinberg inkallades till rätten som vittne; detta ledde till att hon blev bekant med, förälskad i och älskarinna till filmens regissör Gerard Damiano. Hon följde med honom till New York, där hon sedan kom att bo de närmaste 22 åren.
Strax efter att hon blivit Damianos älskarinna började hon själv arbeta inom den pornografiska filmindustrin, och där använde hon artistnamnet "Annie". Hennes första filmmedverkan var i 1975 års Teenage Deviate. 1981 syntes hon i Deep Inside Annie Sprinkle (med regi av Sprinkle och sexploitation-veteranen Joseph W. Sarno, årets näst mest inkomstbringande porrfilm i USA.

### 1990-talet, filmer
År 1991 skapade Annie Sprinkle workshopen Sluts and Goddesses, vilken året därpå blev utgångspunkten för hennes produktion The Sluts and Goddesses Video Workshop – Or How To Be A Sex Goddess in 101 Easy Steps. Filmen skapades tillsammans med videomakaren Maria Beatty, och den inkluderade musik av kompositören Pauline Oliveros. Sprinkle var pionjär inom flera olika erotiska filmgenrer, inklusive edu-porn, gonzo-porr, post-porr, xxx-dokudrama, konstporr och feministisk erotica. Tillsammans med Barbara Carrellas presenterade hon scenföreställningen Metamorphosex.

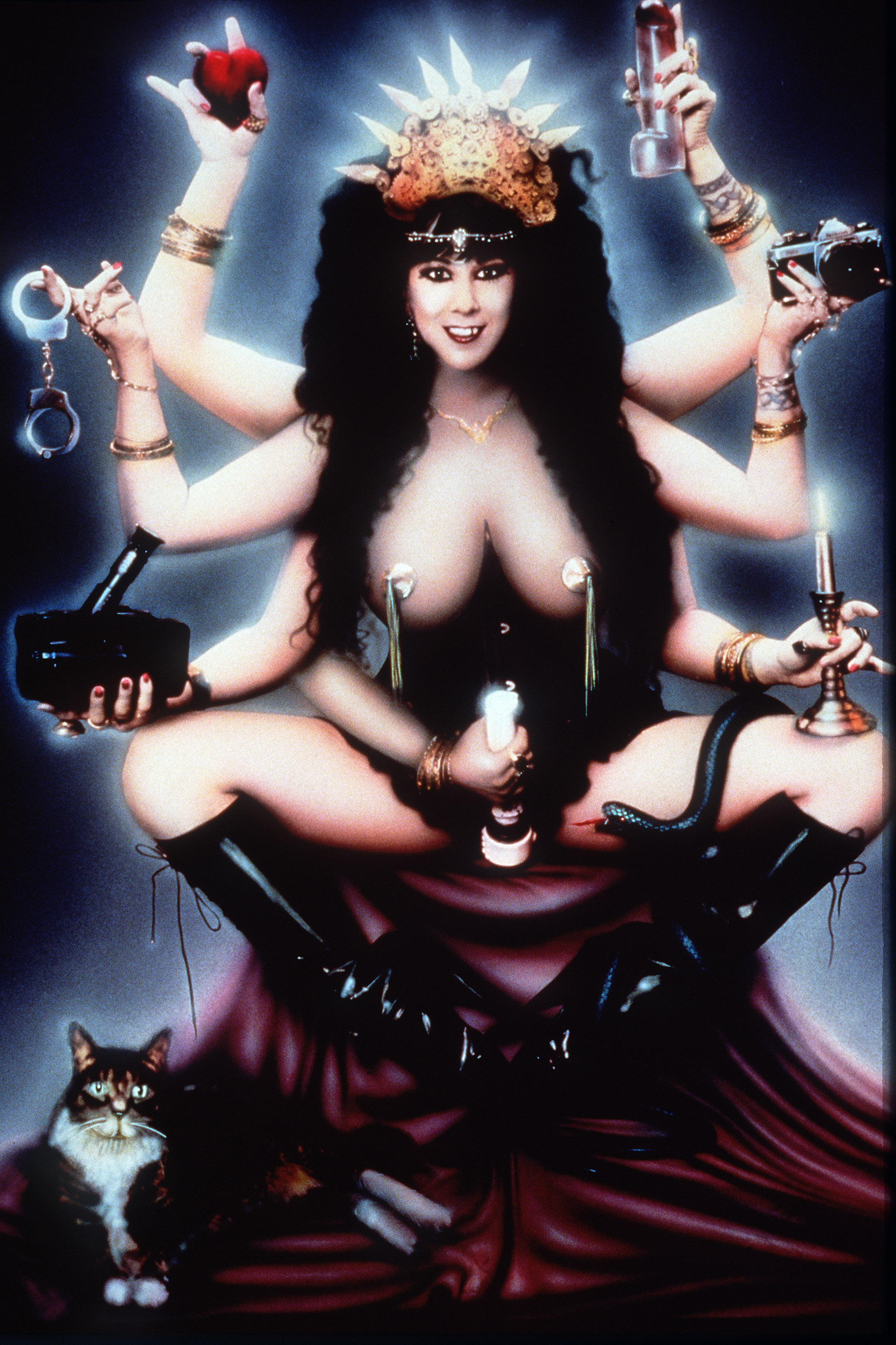
Annie Sprinkles Neo Sacred Prostitute, koncept från cirka 2007.

Annie Sprinkle har medverkat i nästan 200 filmer, inklusive B-filmer, kortfilmer och en mängd dokumentärer. 1992 syntes hon i huvudrollen i Nick Zedds experimentfilm War Is Menstrual Envy, senare i hans Ecstasy in Entropy (1999) och Electra Elf: The Beginning (2005). Hon har själv spelat olika roller i egenregisserade och -producerade filmer som Annie Sprinkle's Herstory of Porn, Annie Sprinkle's Amazing World of Orgasm och Linda/Les & Annie – The First Female to Male Transsexual Love Story. Dessa filmer har främst synts på olika filmfestivaler och visats på museer och gallerier. Hennes verksamhet inom den pornografiska filmindustrin har förlänat henne en plats på Adult Star Path of Fame i Edison, New Jersey, och 1999 valdes hon in både i AVN Hall of Fame och XRCO Hall of Fame. Sedan 1990-talet har hon presenterat sin konstnärliga verksamhet som gästkonstnär vid ett antal större universitet i både USA och Europa.

### Performance och skrivande
Annie Sprinkles mest kända performanceföreställning är Public Cervix Announcement, där hon bjuder in publiken till att "hylla den kvinnliga kroppen", genom att närstudera hennes livmoderhals via spekulum och ficklampa. Hon har också presenterat The Legend of the Ancient Sacred Prostitute, där hon utförde en sexuellt "magisk" onaniritual på scenen. Under 17 års tid turnerade hon internationellt, med en-kvinnas-föreställningar som Post Porn Modernist, Annie Sprinkle's Herstory of Porn och Hardcore from the Heart.
Annie Sprinkles dryga tiotalet böcker, som började författas i början på 1980-talet, används som läroböcker på ett antal universitet, inom genusutbildningar, kurser i performance och filmvetenskap. Ämnet för böckerna har alltid haft någon koppling till sexualiteten, ur antingen politisk, andlig eller konstnärlig vinkel. 2005 inledde hon en sju år lång konstnärlig projektperiod tillsammans med konstaktivisten och sin senare hustru (sedan 2007) Beth Stevens, under samlingstiteln Love Art Laboratory.

### Åsikter och andra aktiviteter
Sprinkle identifierar sig som en sexpositiv feminist, och hon har ifrågasatt den radikalfeministiska agendan om pornografi som per definition kvinnofientlig. Under sin tid som porrskådespelare vägrade hon spela undergivna rollfigurer och syntes istället ibland i aggressiva eller dominanta roller. Hon lyfte också fram betydelsen av den kvinnliga orgasmen.
År 2009 medverkade hon i den franska dokumentärfilmen Mutantes: Punk, Porn, Feminism, utifrån sin egen medverkan i att definiera och utveckla rörelsen. 2017 var Sprinkle och Stephens två av de officiella konstnärerna vid Documenta 14, där de bland annat föreläste och förevisade sin dokumentärfilm Water Makes Us Wet: An Ecosexual Adventure.
Sitt artistnamn "Annie" tog hon i början av sin pornografiska karriär. Kompletteringen "Sprinkle" ('Sprinkla' eller 'Spritsa') kom hon på en natt som av en "gudomlig" ingivelse. Hon är själv attraherad av spritsandet av godsaker på glass och tycker både om vattenfall, urin, svett samt vaginala och andra vätskor.

## Verk